# 釜石市民ホール
釜石市民ホール（かまいししみんホール）は、岩手県釜石市にある釜石市立の公共施設である。愛称はTETTO（テット）。管理運営は、指定管理者の釜石まちづくり株式会社が行っている。2018年度グッドデザイン賞受賞。

## 概要
釜石市民ホールは釜石市の復興プロジェクト「フロントプロジェクトI」の取り組みで東日本大震災により被災した釜石市民文化会館の代替施設として市民の福祉の増進と文化の向上を図るため、賑わい創出と文化芸術に関する活動を行う市民文化の総合支援拠点として建設されたホールである。愛称としてTETTO（テット）という名がつけられている。意味は釜石と鉄の深いつながりを表す「鉄都」とイタリア語で「屋根」を意味する「tetto」を語源としている。ホールA、ホールBの他、スタジオ、会議室、和室などをもつ。ホールAには多目的鑑賞室もある。主な用途は、コンサート、講演会、演劇、式典等である。ホールAが838席、ホールBは218席ある。

## 沿革
- 2016年（平成28年）9月 - 釜石市民ホール（仮称）PRパンフレット発行・配布。
- 2017年（平成29年）
  - 11月1日 - 釜石市民ホールFacebookアカウント開設。
  - 12月8日 - プレオープン。釜石市民ホール開館記念式典開催。「ありがとう、市民文化会館展」開催。（〜3月31日まで）
  - 12月10日 - こけら落とし公演として「第40回釜石の第九」開催。
  - 12月15日 - 釜石市民ホール TETTO 公式サイト開設。
  - 12月16日 - 開館記念として佐渡裕指揮シエナ・ウインド・オーケストラ演奏会開催。
  - 12月17日 - 施設見学会（ホールA 音楽ホール形式 音響反射板仕様）開催。
  - 12月24日 - 施設見学会（ホールA 劇場形式 袖幕仕様）開催。
- 2018年（平成30年）
  - 1月14日 - 施設見学会（ホールA+B オールフラット形式）開催。
  - 1月20日 - 施設予約Webページ開設。
  - 2月9日 - 釜石市制施行80周年記念式典開催。
  - 2月10日 - 近代製鐵発祥160周年記念フォーラム開催。
  - 3月4日 - 「TETTO友の会」、「TETTOサポーター」募集開始。
  - 4月1日 - グランドオープン。佐渡裕＆スーパーキッズ・オーケストラ2018 東日本大震災復興祈念演奏活動 TETTOグランドオープンメモリアル こころのビタミンプロジェクト in 釜石開催。
  - 4月8日 - 釜石市民ホールグランドオープンフェスタ開催。
  - 4月29日 - 福田こうへい コンサートいわてツアー2018 〜真心伝心〜 開催
  - 8月10日 - ザ・チェンバーブラス～N響金管奏者たち～開催
  - 9月3日 - NHKBSプレミアム こころの歌人たち（第1回）公開収録（9月30日放送）
  - 10月3日　- 日本デザイン振興会からグッドデザイン賞受賞[4]
  - 10月20日 - TETTO open special 森麻季＆林美智子 デュオ・リサイタル開催
  - 11月10日〜11日 - 第32回釜石市民劇場 伝説 浜の孝子 両石村庄助と鐘 開催
- 2019年（平成31年/令和元年）
  - 1月13日 - 平成31年釜石市成人のつどい開催
  - 3月11日 - 釜石市東日本大震災犠牲者追悼式開催
  - 9月20日〜11月2日 - ラグビーワールドカップ2019日本大会 釜石ファンゾーン開催
- 2020年（令和2年）
  - 1月13日 - 令和2年釜石市成人のつどい開催
  - 2月16日 - 第33回釜石市民劇場 釜石の赤ひげ 小泉日出雄伝 開催
  - 3月11日 - 東日本大震災津波岩手県・釜石市合同追悼式開催
- 2021年（令和3年）
  - 1月10日 - 令和3年釜石市成人のつどいを新型コロナウイルス感染症感染拡大防止対策としてウェブ配信形式で開催[5]
  - 3月11日 - 釜石市東日本大震災犠牲者追悼式開催
- 2022年（令和4年）
  - 1月9日 - 令和4年釜石市成人のつどいを新型コロナウイルス感染症感染拡大防止対策を行い2年ぶりに参集開催[6]
  - 3月6日 - 第35回記念公演　釜石市民劇場 満天の星は知っている『天文学者葛西昌丕』若き日の私記 開催
  - 3月11日 - 釜石市東日本大震災犠牲者追悼式開催

## 建築概要
- 設計 - aat+ヨコミゾマコト建築設計事務所
- 施工 - 戸田建設・山崎建設特定共同企業体
- 主体構造 - 鉄骨造、鉄筋コンクリート造、鉄骨鉄筋コンクリート造
- 敷地面積 5,293.59㎡
- 建築面積 4,617.80㎡
- 延床面積 6,955.85㎡
- 地下1階 114.55㎡
- 1階 4,281.69㎡
- 2階 1,906.36㎡
- 3階 553.29㎡
- 4階 99.96㎡
- 建蔽率 87.23%（許容:90%）
- 容積率 131.40%（許容:400%）
- 階数 地下1階、地上4階
- 最高高 30,000mm、軒高 29,420mm
- 非常用自家発電機 350kVA

## 施設

### 施設配置
- 1階　ホールA、ホールB、スタジオ（全3室、うち1室は浮床式完全防音室）、ギャラリー（110㎥）、控室（全7室）、ピアノ練習室、事務室等、共通ロビー、ホワイエ、搬入ヤード他
- 2階　ホールA客席（固定席）、和室（8畳*2室、水屋付）、会議室、電気室、管理室、ホワイエ、テラス（4ヶ所）他
- 3階　ホールA多目的鑑賞室、調整室、空調機械室、非常用自家発電機他
- 4階　フォロースポット室他

### ホール概要
ホールAとホールBはホールAの可動席と大型建具の開放によりホールAとホールB、共通ロビー、広場が一体になった総長77ｍのホールとして利用できる。

#### ホールA
- 床面積/席数
  - 1階 - 380m2/客席480席
  - 2階 - 209m2/客席358席
- 定員
  - 最大定員 - 1215名（1階スタンディング857名、2階358席）
  - 客席定員 - 838名
- 設備
  - 1階は平土間形式（フラット）に設定可能
  - コンサート仕様舞台 - 幅18.2ｍ/奥行10.9ｍ（ホリゾントライトまで）/高さ12ｍ
  - 音響反射板（正面、天井、上下計4枚）設置時奥行11.4ｍ
  - フライタワー（舞台空間）におけるトラスレベルまでの高さ26.8ｍ
  - バトン - 美術用8（700kg）、照明用6（スクリーン共用1）、幕用13（すべて電動）

#### ホールB
- 床面積 - 209m2
- 収容人数 -  218名（スタッキングチェア使用時）、スタンディング 440名
- 設備
  - 平土間形式（フラット）
  - 仮設ステージ - 9基（奥行1200/間口2400/高さ600ｍｍ）
  - 吊物バトン - 4本（可動1、固定3）

## 施設運営
- 館長 - 谷澤栄一（釜石まちづくり株式会社 代表取締役社長）[3]
- 開館時間 - 9：00 ～ 22：00
- 施設予約 - ウェブページ[7]または釜石市民ホール総合案内窓口[8]から予約

## 交通アクセス

### 飛行機
- いわて花巻空港から[9]
  - JR - 釜石線新花巻駅までタクシー約15分（以降は次節参照）
  - 自動車 - 68分（釜石自動車道利用）

### 鉄道
- JR東北新幹線新花巻駅から
  - 自動車 - 67分（釜石自動車道利用）
  - JR - 釜石線新花巻駅から釜石駅まで各駅停車115分（快速「はまゆり」の場合100分）
- JR釜石線釜石駅・三陸鉄道リアス線釜石駅から
  - 徒歩 - 10分
  - タクシー - 5分
  - バス - 5分（岩手県交通バス停「市民ホール前」で下車）

### 自動車
- 遠野方面 - 釜石自動車道経由三陸沿岸道路釜石中央ICから国道283号経由で約10分
- 大船渡方面 - 三陸沿岸道路釜石南ICから国道45号経由で約25分
- 宮古方面 - 三陸沿岸道路釜石両石ICから国道45号経由で約15分

### 駐車場
専用駐車場はなし。
- 釜石大町駐車場（駐車台数 475台、24時間営業）[10]

## 周辺施設
- 釜石大町駐車場
- 釜石情報交流センター
- チームスマイル 釜石PIT
- イオンタウン釜石
- タウンポート大町
- ホテルクラウンヒルズ釜石（旧ホテルサンルート釜石[11]）
- 釜石ベイシティホテル
- ホテルルートイン釜石
- ミッフィーカフェかまいし